# Торгелов-Холендерај
Торгелов-Холендерај (њем. Torgelow-Holländerei) општина је у њемачкој савезној држави Мекленбург-Западна Померанија. Једно је од 54 општинска средишта округа Икер-Рандов. Према процјени из 2010. у општини је живјело 442 становника. Посједује регионалну шифру (AGS) 13062057.

## Географски и демографски подаци
Торгелов-Холендерај се налази у савезној држави Мекленбург-Западна Померанија у округу Икер-Рандов. Општина се налази на надморској висини од 13 метара. Површина општине износи 5,8 km². У самом мјесту је, према процјени из 2010. године, живјело 442 становника. Просјечна густина становништва износи 76 становника/km².

## Међународна сарадња
| Мјесто | Држава | Врста сарадње | Од    |
| ------ | ------ | ------------- | ----- |
|        | Пољска | партнерство   | 1996. |
| Извор  |        |               |       |